# History of the Grateful Dead Volume One (Bear's Choice)
Albums de Grateful Dead
Europe '72
(1972) Wake of the Flood
(1973)
History of the Grateful Dead, Volume One (Bear's Choice) est un album de concert de Grateful Dead. l'album comporte des morceaux lors des concerts du 13 et 14 février 1970 au Fillmore East. Le volume 4 de la série Dick's Picks reprend d'autres extraits des concerts des 13 et 14 février 1970, donnés au Fillmore East de New York, mais, alors que le Bear's Choice comporte des extraits des parties électriques et acoustiques des concerts, le Dick's Picks Volume 4 ne comporte que de larges extraits électriques, sur 3 CD, des concerts. L'album sorti le 13 juillet 1973 est un hommage à Ron "Pigpen" McKernan, qui est mort pendant la préparation du disque, prévu pour honorer la fin du contrat avec la Warner. Le terme "Bear" ("ours") est une référence à Owsley Stanley, chimiste « underground » et producteur de l'album.
Les Deadhead, fans du groupe, le nomment simplement Bear's Choice.
L'album a été à l'origine prévu pour faire partie d'une série, mais les albums suivants n'ont pas vu le jour car il est le dernier que le groupe est produit pour la maison de disques Warner.
L'album a été remixé en 2001 en tant qu'élément du coffret The Golden Road (1965-1973), ressorti séparément en 2003.

## Liste des chansons

### Face 1
1. Katie Mae (Lightnin' Hopkins) - 4:44 **
2. Dark Hollow (Browning) - 3:52 ***
3. I've Been All Around This World (traditionnel) - 4:18 ***
4. Wake Up Little Susie (Bryant, Bryant) - 2:31 **
5. Black Peter (Jerry Garcia, Robert Hunter) - 7:27 **

(**) Fillmore East, 13/02/1970

(***) Fillmore East, 14/02/1970

### Face 2
1. Smokestack Lightning (Howlin' Wolf) – 17:59 **
2. Hard to Handle (Isbell, Jones, Otis Redding) – 6:15 ***

(**) Fillmore East, 13/02/1970

(***) Fillmore East, 14/02/1970

### Version 2003
1. Katie Mae (Hopkins) – 4:44 **
2. Dark Hollow (Browning) – 3:52 ***
3. I've Been All Around This World (traditionnel) – 4:18 ***
4. Wake Up Little Susie (Bryant, Bryant) – 2:31 **
5. Black Peter (Garcia, Hunter) – 7:27 **
6. Smokestack Lightning (Howlin' Wolf) – 17:59 **
7. Hard to Handle (Isbell, Jones, Redding) – 6:29 ***
8. Good Lovin' (Clark, Resnick) – 8:56 **
9. Big Boss Man (Dixon, Smith) – 4:53 *
10. Smokestack Lightning (Howlin' Wolf) – 15:11 ****
11. Sitting on Top of the World (Chatmon, Vinson) – 3:20 ****

(*) Fillmore East, 05/02/1970

(**) Fillmore East, 13/02/1970

(***) Fillmore East, 14/02/1970

(****) Fillmore West, 08/02/1970

## Musiciens
- Jerry Garcia - guitare, chant
- Bob Weir - guitare, chant
- Ron "Pigpen" McKernan - guitare, orgue, percussion, harmonica, chant
- Phil Lesh - guitare basse
- Mickey Hart - batterie
- Bill Kreutzmann - batterie

## Classement
Album - Billboard
| Année | Tableau    | Position |
| ----- | ---------- | -------- |
| 1973  | Pop Albums | 60       |